# Republika Ankony
Republika Ankony (wł. Repubblica Anconitana) – jedno z efemerycznych państewek w Italii, utworzone przez rewolucyjną Francję pod koniec XVIII wieku.
Utworzono ją 17 listopada 1797 roku. 7 marca 1798 została włączona do Republiki Rzymskiej.